# Seimone Augustus
Pour les articles homonymes, voir Augustus.
Seimone Augustus (née le 30 avril 1984 à Baton Rouge) est une joueuse américaine de basket-ball, évoluant au poste d'arrière.

## Biographie
Elle se fait connaître dès ses années de lycée, à Capital High School, école qu'elle conduit au titre de champion de Louisiane deux saisons de suite en 2001 et 2002. Elle rejoint ensuite l'université de Louisiana State University qu'elle aide à atteindre, les quatre saisons de ses études, le tournoi national de NCAA, avec trois participations au Final Four, éliminée à chaque fois au stade de la demi-finale
Elle est sélectionnée à la première place de la draft 2006 par le Lynx du Minnesota. Elle termine la saison en tant que meilleure débutante, ainsi que 2e scoreuse de la WNBA, avec 21,9 points et une sélection pour le WNBA All-Star Game 2006 où elle inscrit 16 points pour l'Ouest. Lors de sa saison rookie, elle réussit six rencontres à 30 points ou plus, record toujours valide fin 2013.
Sa saison 2009 est écourtée en raison d'une blessure aux ligaments du genou, de même que la suivante pour une autre blessure.
Le Lynx renforcé par Maya Moore, elle remporte son premier championnat WNBA en 2011. Elle est élue meilleure joueuse des Finales.
En 2013, elle est titrée une seconde fois en WNBA.
Mi-juillet 2015, le Lynx annonce qu'elle sera absente plusieurs semaines après avoir subi une arthroscopie du genou. Elle reprend la compétition après 10 matches d'absence lors de la courte victoire du Lynx face au Dream le 14 août. De nouveau blessée, elle manque au total 18 rencontres et ne retrouve son équipe que pour les play-offs. Elle remporte en 2015 son troisième titre avec le Lynx qui bat le Fever de l'Indiana 3 manches à 2.
Lors de la saison 2016, elle aide le Lynx avec 19 points à 8 tirs réussis sur 12 à obtenir sa 20e victoire pour la sixième saison consécutive égalant ainsi la série des Sparks de Los Angeles réalisée entre 1999 et 2004 . Elle se montre très concernée dans le mouvement de protestation des joueuses inspiré par Black Lives Matter apparu après les morts de citoyens noirs désarmés (Alton Sterling dans sa ville natale de Baton Rouge et  Philando Castile à Saint Paul dans le Minnesota) par des policiers. Elle termine la saison régulière avec 11,2 points inscrits en 26,3 minutes par rencontre, ses plus basses moyennes en carrière. Mais l'arrivée de Jia Perkins, ajoutée à celle de Renee Montgomery en 2015, lui permet de ménager ses genoux avant les play-offs où elle se montre particulièrement efficace dans la seconde manche des Finales WNBA face aux Sparks. Le Lynx est battu d'un point lors de la dernière manche des Finales WNBA 2016. Comme Maya Moore et Lindsay Whalen, elle renonce à un contrat à l'étranger pendant l'intersaison de manière à aborder la reconquête du titre 2017.
Le Lynx remporte les Finales WNBA 2017 par trois victoires à deux contre les Sparks de Los Angeles, ce qui permet au club du Minnesota d'égaler le record des quatre titres des Comets de Houston.
En 2020, elle quitte sa franchise de toujours, les Minnesota Lynx, pour jouer au Los Angeles Sparks où elle marque, en moyenne, 5.9 points par match en 15 minutes.
En 2021, à la fin du camp d'entraînement, elle annonce sa retraite pour rejoindre le coaching staff des Sparks.

## Équipe nationale
Elle fait partie de la sélection américaine qui, malgré sa première défaite depuis 14 ans en compétition officielle, remporte la médaille de bronze au Championnat du monde 2006 au Brésil.
Elle participe aux Jeux olympiques d'été de Pékin, puis elle se blesse en sélection en 2009 et n'est pas retenue dans la sélection finale pour le Mondial 2010. Elle décroche en 2012 une nouvelle médaille d'or olympique à Londres.
Figurant dans la présélection américaine championnat du monde 2014, elle est retenue dans la sélection finale.
Elle fait partie des douze sélectionnées pour le tournoi olympique de 2016, qui remporte invaincue la médaille d'or olympique.

## Vie privée
Elle annonce en 2012 sa volonté de se marier avec la femme avec laquelle elle partage sa vie depuis 2008, LaTaya Varner.
La demande en mariage est formulée en 2010 lors d'un voyage en Californie. Parmi le peu d’États ayant légalisé le mariage homosexuel figuraient leur état de résidence, le Minnesota et Hawaï dont vient une partie de la famille de LaTaya Varner.
Elle épouse LaTaya Varner à Hawaï en mai 2015 dans la plus stricte intimité, juste avant de rejoindre la préparation avec l'équipe nationale américaine et d'être félicitée par le coach Geno Auriemma et ses coéquipières.
Augustus et sa compagne avaient rendu publique leur relation afin de promouvoir le mariage entre personnes de même sexe au Minnesota, où il est légalisé en 2013.

## Clubs successifs

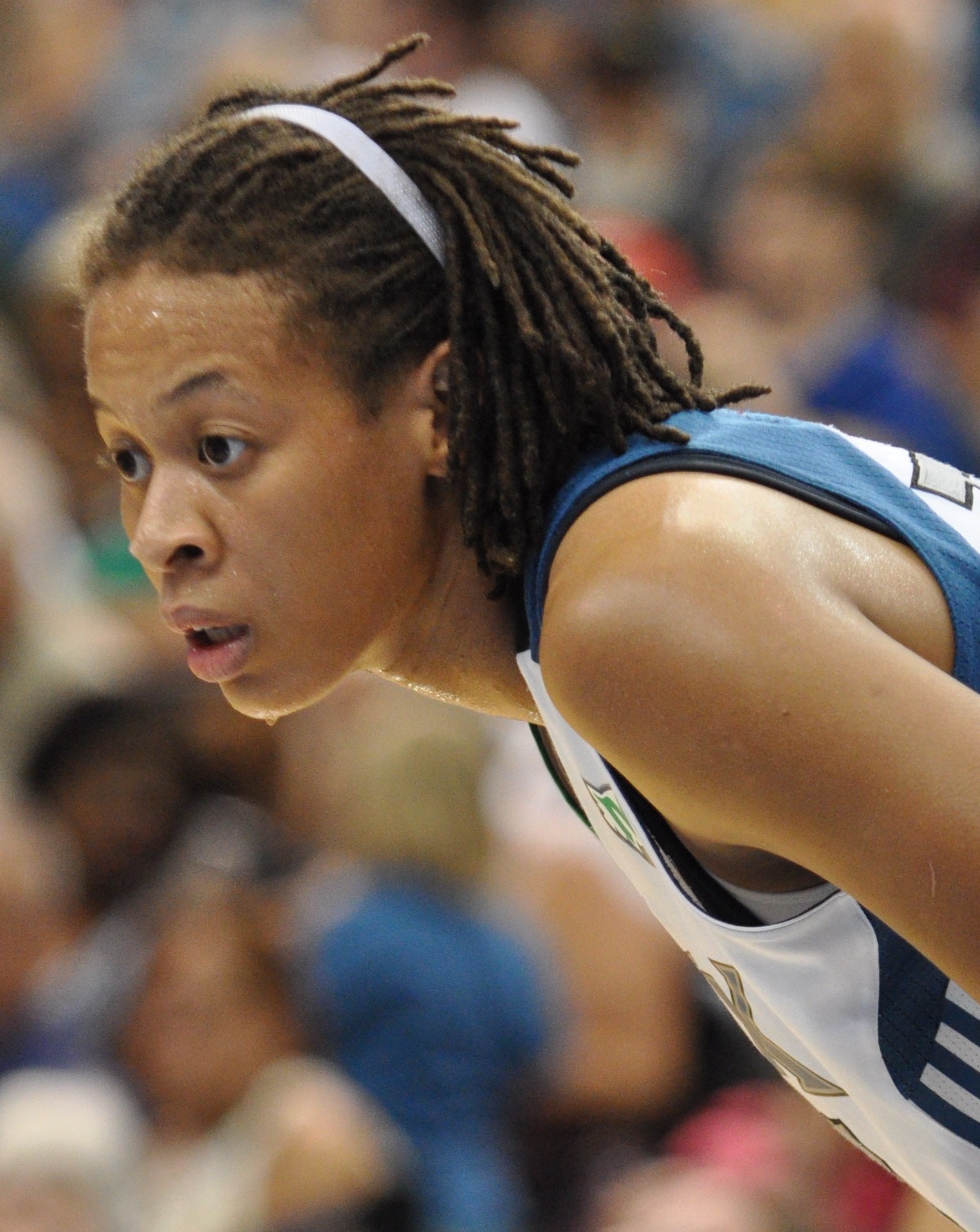
Seimone Augustus en 2012.

### États-Unis
- 2002-2006: Tigers de LSU (NCAA)
- 2006-2019 : Lynx du Minnesota (WNBA)
- 2020: Sparks de Los Angeles (WNBA)

### Europe
- 2006-2008:  ŽBK Dynamo Moscou
- 2008-2011:  Galatasaray SK puis Spartak région de Moscou
- 2011-2013:  Spartak région de Moscou
- 2013- :  Dynamo Koursk

## Palmarès

### Club
- Championne de la WNBA 2011, 2013, 2015[10] et 2017[14].
- Sélection des meilleures joueuses des 20 ans de la WNBA[23]

### Sélection nationale
- Jeux olympiques d'été
  -  Médaille d'or aux Jeux olympiques de 2008 à Pékin,  Chine
  -  Médaille d'or aux Jeux olympiques de 2012 à Londres,  Royaume-Uni
  -  Médaille d'or aux Jeux olympiques de 2016 à Rio de Janeiro[24]
- Championnat du monde de basket-ball féminin
  -  Médaille de bronze du Championnat du monde 2006 au Brésil
- Médaille d’or du Championnat du monde 2014
  -  Championne du monde des moins de 21 ans en 2003
- autres
  - Championne du monde universitaire en 2005

### Distinctions personnelles
Les récompenses obtenues en universitaire sont :
- Élue Naismith College Player of the Year 2005 et 2006
- Récompensée du Wade Trophy en 2005 et 2006
- Récompensée du Trophée Wooden en 2005 et 2006

Les récompenses obtenues en WNBA :
- Choisie à la 1re place de la Draft WNBA 2006 par le Lynx du Minnesota
- Rookie de l'année de la saison 2006[25]
- Sélection aux WNBA All-Star Game 2006, 2007, 2011, 2013, 2014[26], 2015[27], 2017[28] et 2018[29]
- Meilleur cinq de la WNBA (2012)
- Second meilleur cinq de la WNBA (2006, 2007, 2011[30], 2013, 2014)
- MVP des finales en 2011[31]

Avec les sélections américaines :
- Élue MVP du championnat du monde des moins de 21 ans 2003